# Koskikaltiojärvi
Koskikaltiojärvi eller Kuoshkuljärvi är en sjö i Finland. Den ligger i kommunen Enare i landskapet Lappland, i den norra delen av landet, 1 000 km norr om huvudstaden Helsingfors. Koskikaltiojärvi ligger 148,5 meter över havet. Arean är 1,1 kvadratkilometer och strandlinjen är 9,47 kilometer lång. Sjön  ingår i Pasvik älvs huvudavrinningsområde. 